# Daviesia anceps
Daviesia anceps är en ärtväxtart som beskrevs av Porphir Kiril Nicolai Stepanowitsch Turczaninow. Daviesia anceps ingår i släktet Daviesia, och familjen ärtväxter. Inga underarter finns listade i Catalogue of Life.